# Вята
Вя́та (бел. Вя́та) — река в Миорском районе Витебской области Белоруссии, левый приток Западной Двины.

## Описание
Вытекает из озера Нобисто под названием Хоробровка (в русскоязычных источниках изредка встречается вариант названия Харабровка). Протекает через озеро Щолно, из которого вытекает уже под названием Вята. Верхнее течение Вяты располагается в пределах Браславской гряды, среднее и нижнее — Полоцкой низменности. Река впадает в Западную Двину в 1 км ниже по течению от деревни Вята.
Длина реки составляет 31 км. Площадь водосбора — 424 км². Средний наклон водной поверхности — 1,3 м/км. Среднегодовой расход воды в устье — 2,8 м³/с. На период весенного половодья приходится до 50 % стока.
Русло от истока на протяжении 14 км канализировано, в нижнем течении извилистое. Долина Вяты в верхнем течении слабо выражена, ниже по течению трапецеидальная. В низовье реки существует несколько рукотворных водопадов. Каскад образовался на месте старых плотин бывших индустриальных объектов: мельницы, бумажной фабрики и электростанции.
В Вяту впадают ручьи (один из них — Голчицы) и мелиорационные каналы. В бассейне реки расположено несколько десятков озёр общей площадью около 36 км² (Нобисто, Важа, Щолно, Орцы, Обстерно, Сумовка, Идолта и др.). Озёрность бассейна Вяты составляет 8 %, лесистость — 23 %.
Вдоль реки расположены агрогородок Повятье и ряд мелких поселений, включая бывшую деревню Междуречье.

## Экологическая обстановка
В 1967 году в верховьях реки была возведена плотина. Благодаря её сооружению уровень воды как в озере Нобисто, так и в сообщающихся с ним озёрами Обстерно, Важа и Укля поднялся на 1 м. Это привело к деэвтрофикации водоёмов и оздоровлению их гидрологического режима.